# Tord Wiksten
Tord Erik Wiksten, né le 30 juin 1971 à Byske, est un biathlète suédois.

## Biographie
Il commence le sport en 1981 au SK Bore et élargit son éventail en participant à d'autres disciplines sportives.
Après un titre mondial chez les juniors en sprint en 1990, il fait ses débuts en Coupe du monde.
Aux Jeux olympiques d'hiver de 1992, sa première compétition majeure, il est médaillé de bronze du relais en compagnie de Ulf Johansson, Leif Andersson et Mikael Löfgren. Il remporte un an plus tard un relais de Coupe du monde à Oberhof. Entre 1993 et 1995, il absent du circuit international en raison d'une blessure au dos. Il participe ensuite aux Jeux olympiques d'hiver de 1998 et de 2002, sans obtenir de résultat significatif.
Durant la saison 2000-2001, il monte sur son unique podium individuel (et top dix) en terminant deuxième du sprint d'Oberhof derrière Raphaël Poirée. 
Il a aussi créé sa propre entreprise, qui organise des événements de ski, alors toujours actif dans le biathlon, commenté à la télévision et été officiel dans l'équipe de Suède.

## Palmarès

### Jeux olympiques d'hiver
| Épreuve / Édition      | Individuel | Sprint | Poursuite                        | Relais                              |
| ---------------------- | ---------- | ------ | -------------------------------- | ----------------------------------- |
| JO 1992 Albertville    | -          | 48e    | Épreuve inexistante à cette date | Médaille de bronze, Jeux olympiques |
| JO 1998 Nagano         | -          | -      | Épreuve inexistante à cette date | 10e                                 |
| JO 2002 Salt Lake City | 55e        | 78e    | -                                | 14e                                 |

Légende :
- : troisième place, médaille de bronze
- — : pas de participation à l'épreuve

### Championnats du monde
| Mondiaux / Épreuve       | individuel | Sprint    | Poursuite                        | Départ en masse                  | Relais    | Course par équipes               |
| 1993 Borovets            | -          | 62e       | Épreuve inexistante à cette date | Épreuve inexistante à cette date | 6e        | 7e                               |
| 1996 Ruhpolding          | -          | -         | Épreuve inexistante à cette date | Épreuve inexistante à cette date | 9e        | -                                |
| 1997 Osrblie             | 67e        | 49e       | -                                | Épreuve inexistante à cette date | 11e       | 13e                              |
| 1998 Pokljuka Hochfilzen | JO Nagano  | JO Nagano | 31e                              | Épreuve inexistante à cette date | JO Nagano | 13e                              |
| 1999 Kontiolahti Oslo    | 56e        | 64e       | -                                | -                                | 10e       | Épreuve inexistante à cette date |
| 2000 Oslo                | 25e        | 24e       | 48e                              | -                                | 12e       | Épreuve inexistante à cette date |

### Coupe du monde
- Meilleur classement général : 40e en 2001.
- 1 podium individuel : 1 deuxième place.
- 1 victoire en relais.